# Macelj
A Macelj egy alacsony hegység Horvátország és Szlovénia határterületén. A szlovéniai Donačka gora (csúcsa a Sveti Donat, 881 m), a Maceljska gora (csúcsa horvátul Lug, szlovénul Log, 718 m), valamint a Trakošćanska gora (csúcsa a Veliki Stog, 521 m) és a Ravna gora (csúcsa a Vrh, 680 m) hegyeiből áll.

## Fekvése
A Macelj választja el a Horvát Zagorjét a szlovén Haloze régió északi oldalától. Mintegy 20 km hosszan, nagyjából Trakostyántól Rogatecig kelet-nyugati irányban húzódik. A Korpona - Ptuj úton fekvő Stog-hágó osztja két részre. A nyugati rész, amely a fő része, magasabb és meredek, jellegzetes formájú hegygerinccel és oldalirányú, magasabb dombgerincekkel. A keleti rész alacsonyabb, tipikus zagorjei dombokra hasonlító elrendezéssel, amelyet a Čemernica-patak mentén, amely vízzel tölti meg a Trakostyáni-tavat két párhuzamos fennsík választ el. Az északi, szlovéniai oldal meredek, míg a déli oldal szelídebb, és sok dombra oszlik. Ez a rész gazdag vízforrásokban.

## Kőzetei
Paleozoikumi, triászi (mészkő) és oligocéni (homokkő) kőzetekből épül fel, de vulkanikus kőzetrétegei is vannak. 

## Vizei
Itt található a Szutla, a Krapinica és a Bednja folyók forrása.

## Növényvilág
Az alsó részeken a kukoricát és a szőlőt termelnek, magasabb részein pedig lombhullató fák (bükk, gyertyán, tölgy, juhar) és tűlevelűek (fenyő, fenyő, lucfenyő, vörösfenyő) találhatók. 

## Közlekedés
Az északnyugati hegyalján a Ptuj - Rogatec út, a déli hegyalján a Celje - Varasd út, a keleti hegyalján a Zágráb - Macelj autópálya halad át.